# Cratfield
Cratfield är en by och en civil parish i distriktet East Suffolk, Suffolk, England. Orten har 299 invånare (2001).